# هجوم العمالقة: البشرية مكبلة
هجوم العمالقة:البشرية المكبلة (باليابانية: 進撃の巨人～人類最後の翼～) (بالإنجليزية: Attack on Titan: Humanity in Chains)‏، هي لعبة فيديو إلكترونية من نوع أكشن نشرها شركة توي تيكمو اليابانية، حيث تم عرضها في الأسواق اليابانية سنة 2013م، وبعدها بعام صدرت النسخة الأوروبية والأمريكية، وهي مستوحاة من مجلة هجوم العمالقة.